# Sundhetspass

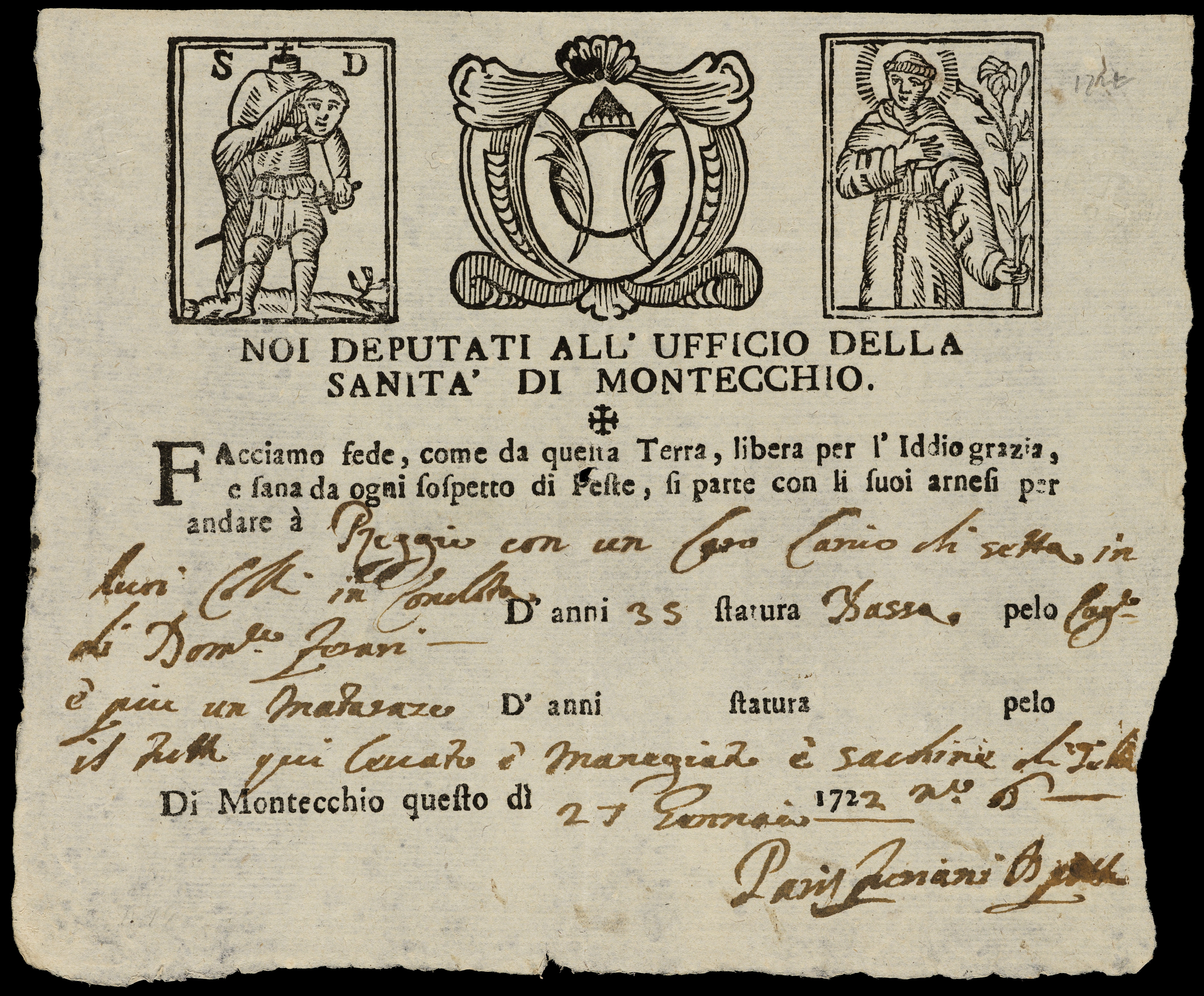
Sundhetspass 1722 från Ufifcio della Sanita' di Montecchio

Sundhetspass, eller sundhetsintyg, är ett intyg av en erkänd utställare om att person/er, djur, växt/er eller varor är fria från smitta av farlig smittsam sjukdom.
Åtgärder för att skydda geografiska områden från smittsamma sjukdomar på människor blev aktuella i Europa efter Digerdöden på 1300-talet och fortsatta pandemier av böldpesten under senare århundraden, och senare farsoter över århundradena av gula febern, kolera med flera. I nutid har till exempel virussjukdomar som SARS och ebolafeber aktualiserat motsvarande smittskyddsbehov. Sundhetsintyg var under tidigare århundraden ett medel för smittskydd, vilket fortfarande är en institution för skydd mot smitta i växter och livsmedel.
Karantänssystem var väl utbyggt vid mitten av 1800-talet. Då fanns karantänsstationer utanför de största hamnstäderna i Europa, Amerika och Australien, till exempel Känsö karantänsanläggning utanför Göteborg från 1816–19. Känsö var en av de stationer, vid vilka fartyg kunde ligga i karantän viss tid för att därefter få ett sundhetspass utfärdat för fartyg och last. Ett sådant pass måste uppvisas, om fartyget kom från en hamn med smitta som till exempel Göteborg under den stora koleraepidemin där 1834, och ville ha tillträde till en utländsk hamn. Sundhetspassen kunde utfärdas av erkända karantänsstationer utmed färdvägen.

## Sundhetsintyg idag
Sundhetsintyg är fortfarande aktuella som standard inom internationell handel för vissa varor, till exempel om att värmehandling skett av sågade trävaror, träemballage och andra träprodukter för att döda skadedjur, eller av export av vissa livsmedel till vissa länder.